# رامزي مرسيد (كامبريدجشير)
رامزي مرسيد (بالإنجليزية: Ramsey Mereside)‏ هي قرية تقع في المملكة المتحدة في كامبريدجشير.